# Theizé
Theizé település Franciaországban, Rhône megyében. Lakosainak száma 1293 fő (2022. január 1.). Theizé Alix, Anse, Frontenas, Lachassagne, Moiré, Pommiers, Ville-sur-Jarnioux, Porte des Pierres Dorées és Val d’Oingt községekkel határos.

## Népesség
A település népessége az elmúlt években az alábbi módon változott:
| Lakosok száma | 1104 | 1163 | 1242 | 1247 | 1274 | 1295 | 1324 | 1309 | 1293 |
|               | 2013 | 2015 | 2016 | 2017 | 2018 | 2019 | 2020 | 2021 | 2022 |